# Anhaltische Mineraliensammlung
Die staatliche Anhaltische Mineraliensammlung befindet sich im Museum Schloss Bernburg.

## Anhaltischer Erzbergbau auf dem Harz
Das im Hochmittelalter entstandene reichsunmittelbare Fürstentum Anhalt hatte seinen Ursprung in der Burg Anhalt im östlichen Unterharz. Schon bald verkleinerte sich dieses Gebiet aus verschiedenen Gründen; nach 1315 gehörte es stets als sogenanntes Oberes Fürstentum zum Hause Anhalt-Bernburg.
Die erste Erwähnung bergbaulicher Tätigkeit auf dem anhaltischen Harz datiert aus dem Jahre 1300 und gehört damit zu den ältesten schriftlichen Quellen für Bergbau auf dem Harz.
Seine erste Blüte erlebte der Silberbergbau um Harzgerode und Neudorf nach 1530 bis zum Ende des 16. Jahrhunderts. Die erste Prägung von Talern aus anhaltischem Silber erfolgte 1539. Schon in dieser Zeit übergab der jeweilige Bergmeister seinem Fürsten Handsteine aus besonders silberreichem Erz, die wohl im Bernburger Schloss aufbewahrt und ausgestellt wurden, ohne dass man schon von einer Sammlung sprechen kann. Es folgte eine lange Zeit ohne nennenswerten Bergbau, an deren Ende in den 1690er Jahren unter Fürst Wilhelm der Silberbergbau um Neudorf, Harzgerode und Gernrode kurzzeitig wiederbelebt wurde. Davon sind nur einige schöne Bergbauprägungen, die in dieser Zeit umgebaute Harzgeröder Kirche und ein unerhörter wirtschaftlicher Verlust von angeblich 300.000 Goldgulden aus heutiger Sicht interessant.
Nach diesem Desaster fand der gewerkschaftliche, also mit privatem Kapital finanzierte Bergbau sein Ende. In den 1720er Jahren nahm Fürst Victor Friedrich von Anhalt-Bernburg als nunmehr alleiniger Bergherr das Werk wieder auf, finanzierte es und führte das Direktionsprinzip ein. Dieser Fürst kümmerte sich persönlich um die Betriebsführung seiner Silbergruben, ließ eine Silber- und eine Eisenhütte errichten und brachte das Werk zu einer neuen Blüte. Sein Sohn Fürst Friedrich Albrecht führte den Verhüttungsbetrieb erfolgreich fort. Nach einem bemerkenswerten wirtschaftlichen Aufschwung in der Mitte des 19. Jahrhunderts und nach dem Erlöschen der Bernburger Linie privatisierte man die Montanindustrie, doch galten die Gruben schon um 1900 als erschöpft, und kurz danach kam der gesamte Erzbergbau und Hüttenbetrieb auf dem anhaltischen Harz zum Erliegen.

## Die Fürstliche Sammlung
Fürst Friedrich Albrecht von Anhalt-Bernburg (1735–1796) verlegte mit Antritt seiner Regierungszeit 1765 die Residenz von Bernburg nach Ballenstedt. Vom Vater zur Beschäftigung mit dem Bergbau angehalten, lernte er bereits als Kind die untertägige Arbeitswelt der Bergleute kennen. Vielleicht begann schon damals eine Neigung zum Sammeln von Mineralien.
Als Gründungsjahr der Sammlung gilt 1783. Bergrat Johann Gottfried Keßler, Direktor der anhaltischen Bergwerke, baute im Auftrag seines Fürsten auf Schloss Ballenstedt die „Anhalt – bernburgische Provinzial – Sammlung einiger Foßilien“ auf. Sie enthielt 590 Mineralien, Erzstufen, Gesteinsproben und einige Versteinerungen von 80 Fundpunkten aus dem anhaltischen Harz sowie den Straßberger Gruben. In dem von Keßler handschriftlich geführten Katalog findet sich der Eintrag: „Alle hier verzeichneten Mineralien habe ich selbst an Ort u. Stelle gesammelt und zwar von 1783 – 1808“. Keßler betreute die Sammlung bis 1813. Während der Katalog noch vorhanden ist, existiert die Sammlung nicht mehr als historische Einheit. Nur wenige Stücke lassen sich der später als „Keßlersche Sammlung“ bezeichneten Suite zuordnen. Aus heutiger Sicht entsprach sie einer Lagerstättenkundlichen Reviersammlung ohne systematische Gliederung. Etwa die Hälfte des Materials kam aus den Eisenerzgruben, insbesondere aus Tilkerode. Bei den meisten Stufen handelte es sich um Derberze.
Der Katalog ist beachtenswert durch die präzise und ausführliche Beschreibung der äußeren Merkmale aller Proben. Noch bemerkenswerter ist der Auftrag des Fürsten, nicht etwa eine der im Spätbarock üblichen Sammlungen mit wertvollen Schaustufen zur Repräsentation, sondern eine wirtschaftlichen Aspekten und wissenschaftlichen Zwecken dienende Landessammlung zusammenzutragen. Lässt sich der Beginn der Sammeltätigkeit für die „Provinzialsammlung“ durch Keßler auf 1783 datieren, darf man doch die Existenz einer älteren Sammlung des Fürsten vermuten.
1798 schreibt ein Reisender, der die Mineraliensammlung in der Bibliothek auf Schloss Ballenstedt besichtigen durfte: „Die Mineraliensammlung ist beträchtlich, und besonders an Harzprodukten ziemlich vollständig.“ Die Wortwahl legt den Schluss nahe, dass auch Mineralien aus Gegenden anderer Landesteile des Harzes und außerhalb des Harzes zu sehen waren.

## Die Herzogliche Sammlung
Am 1. Januar 1821 trat Bergrat Johann Ludwig Carl Zincken (1791–1862) seinen Dienst als Direktor der Berg- und Hüttenwerke an und wählte als Wohnsitz die Eisenhütte Mägdesprung im Selketal. Noch im selben Jahr genehmigte ihm Herzog Alexius von Anhalt-Bernburg (1767–1834) die Sammeltätigkeit für eine „Neu gegründete und vermehrte herzogliche Mineralien-Sammlung“ auf Schloss Ballenstedt. Diese Sammlung ist in drei Teilbestände gegliedert:
1. Die „Landes-Mineralien-Sammlung des Herzogtums Anhalt-Bernburg“ (gegr. 1821), eine lagerstättenkundliche Reviersammlung des anhaltischen Harzes sowie der von Anhalt betriebenen stolbergischen Gruben. Sie enthielt rund 500 Proben, darunter sehr viele Schaustufen, aber auch Gesteine und einige Petrefakten. Es ist bemerkenswert, dass hier erstmals Belegmaterial aus der Antimonlagerstätte Wolfsberg, Selenide und Edelmetalle aus Tilkerode sowie Wolframit von Neudorf systematisch zusammengetragen wurden. Die letzte datierte Eintragung in dem von Zincken handschriftlich geführten Katalog stammt aus dem Jahre 1839, gesammelt wurde bis 1848. Es ist anzunehmen, dass nach dem Tode von Herzog Alexius auf Schloss Ballenstedt an der Sammlung kein Interesse mehr bestand und die Sammeltätigkeit deshalb einschlief. #Die „Allgemeine oryktognostische Sammlung“ (gegr. 1823), eine Sammlung zur speziellen Mineralogie mit etwa 3000 Mineralien, die vorwiegend aus dem Ausland angekauft oder eingetauscht wurden. Nach einer Katalogeintragung von Zincken war die Sammlung nach dem System von Abraham Gottlob Werner geordnet. Sie enthielt auch zahlreiche Stufen aus dem Oberharz. #Ein Bestand von mehr als 600 „nicht zur Sammlung gehörigen Merkwürdigkeiten, Suiten und Petrefakten“, die heute nicht mehr existiert.

Parallel zur privaten herzoglichen Sammlung auf Schloss Ballenstedt ließ Zincken durch das Harzgeröder Bergamt und die Bergverwaltung Neudorf eine etwa 600 Stufen enthaltende „Gangsammlung“ anlegen, die als lagerstättenkundliche Reviersammlung konzipiert war. Der dazugehörige Inventarband ist erhalten geblieben. Ergänzend zur Sammlung gab es den „Anhaltischen Gangatlas“ mit Zeichnungen typischer Gangstrukturen des anhaltischen Reviers, wie sie sich in den 1830er und 1840er Jahren beobachten ließen. Er ist seit einer Bearbeitung durch Hesemann (1930) verschollen. Die Gangsammlung kam 1938 in einem derart verwahrlosten Zustand aus Harzgerode nach Bernburg, dass man ihre Reste 1952 vernichtete.
Nach dem Erlöschen der Bernburger Linie überließ Herzoginwitwe Friederike 1865 die Sammlungen dem anhaltischen Fiskus unter der Bedingung, dass sie der Öffentlichkeit zugänglich sind und auf dem Territorium des ehemaligen Landesteiles Anhalt-Bernburg verbleiben. Man lagerte die Bestände in das leerstehende Schloss Harzgerode um und stellte sie als Schausammlung aus. Bis 1873 war die Bergverwaltung Neudorf für Aufsicht und Pflege verantwortlich, danach das Forstamt Harzgerode. Der hallesche Mineraloge Otto Luedecke studierte an dieser Sammlung und gab ihr den Namen „Harzgeröder Schloßsammlung“.
Seit der Gründung des Freistaates Anhalt 1919 zählt man die Bestände zu den Landessammlungen. Anlässlich der 800-Jahr-Feier überwies das Anhaltische Staatsministerium die Mineraliensammlung als Dauerleihgabe an die Stadt Bernburg mit der Auflage, sie als Eigentum des Anhaltischen Staates der Öffentlichkeit zugänglich zu machen. Aus dem gleichen Anlass schenkten die Bernburger Solvay-Werke dem Museum eine Nordamerika-Sammlung aus etwa 300 attraktiven und seltenen Mineralien. Bereits 1934 hatte das Museum die wertvolle umfangreiche Privatsammlung des Oberbergrats Zincken als Geschenk erhalten.
Der im Zusammenhang mit Recherchen nach einheimischen Rohstoffen 1941 mit der Besichtigung der in Bernburg befindlichen Sammlung beauftragte Kohl vom Reichsamt für Bodenforschung Berlin selektierte alle aus dem Harz stammenden Mineralien und fasste sie in einem separaten Bestand zusammen. Ausstellungstätigkeit und Öffentlichkeitsarbeit mit dieser Harz-Sammlung prägten die Zeit nach 1982. Durch das „Bernburger Kolloquium zum Berg- und Hüttenwesen der Harzes“ (1982–2006) sowie zahlreiche Publikationen wurde sie zunächst unter dem Namen „Zincken-Sammlung“ bekannt. Dank zahlreicher Neuerwerbungen enthält die Sammlung nun 180 Mineralarten von 240 Fundorten aus dem Harz. Gefördert durch das Land Sachsen-Anhalt präsentieren sich wesentliche Teile der Sammlung als „Anhaltische Mineraliensammlung“ in moderner Form dem Besucher. Diesem Zweck dient ein neuartiger Vitrinentyp ebenso wie eine multimediale Darstellung der Harzer Bergbaugeschichte.
Die Anhaltische Mineraliensammlung im Museum Schloss Bernburg ist öffentlich und zur Besichtigung zugänglich.